# Walter-Kertz-Medaille
Die Walter-Kertz-Medaille ist ein wissenschaftlicher Preis, der von der Deutschen Geophysikalischen Gesellschaft e. V. (DGG) verliehen wird.
Der Preis ist nach dem Braunschweiger Hochschulprofessor und Buchautor Walter Kertz (1924–1997) benannt. Die Medaille wird in unregelmäßiger Zeitfolge alle zwei bis drei Jahre verliehen. Seit 2000 erfolgt die Verleihung „für hervorragende interdisziplinäre Leistungen im Interesse und zur Förderung der Geophysik“.

## Preisträger
- 2000 – Hans-Dietrich Maronde
- 2002 – Rolf Emmermann
- 2003 – Eugen Seibold
- 2005 – Horst Rademacher
- 2007 – Franz K. Goerlich
- 2012 – Friedrich Seifert
- 2016 – Johannes Karte
- 2019 – Alexander Gerst
- 2025 – Ulrike Mattig[1]